# Hribarjevo
Hribarjevo este o localitate din comuna Bloke, Slovenia, cu o populație de 27 de locuitori.